# Archäologisches Museum Adıyaman

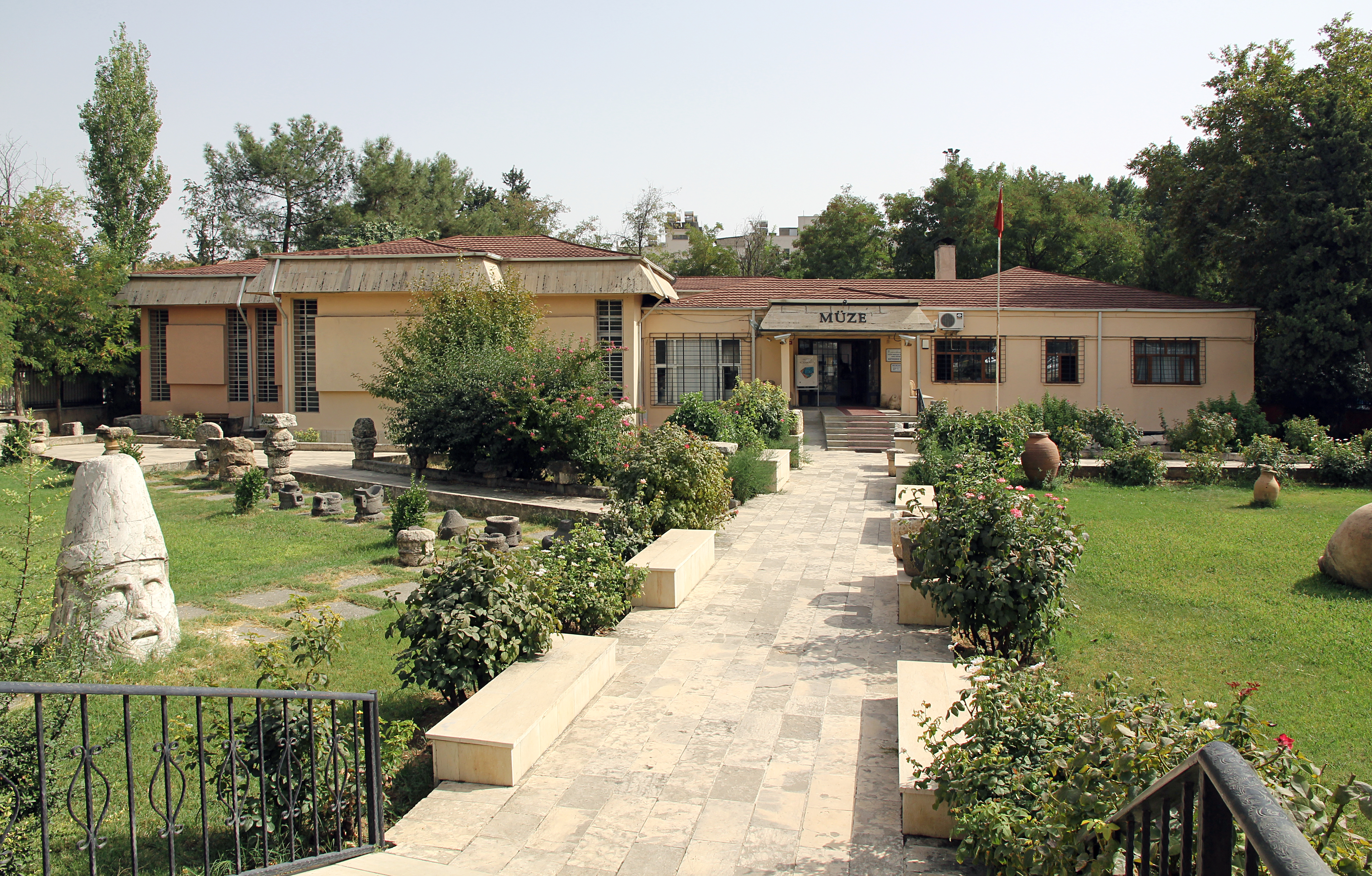
Archäologisches Museum Adıyaman

Das Archäologische Museum Adıyaman befindet sich an der Kreuzung des Atatürk Bulvarı und der Cumhuriyet Caddesi im Zentrum der türkischen Provinzhauptstadt Adıyaman. Im Museum sind archäologische Funde der näheren und weiteren Umgebung der Stadt sowie aus Rettungsgrabungen im Zuge des Südostanatolien-Projekts ausgestellt.

## Geschichte

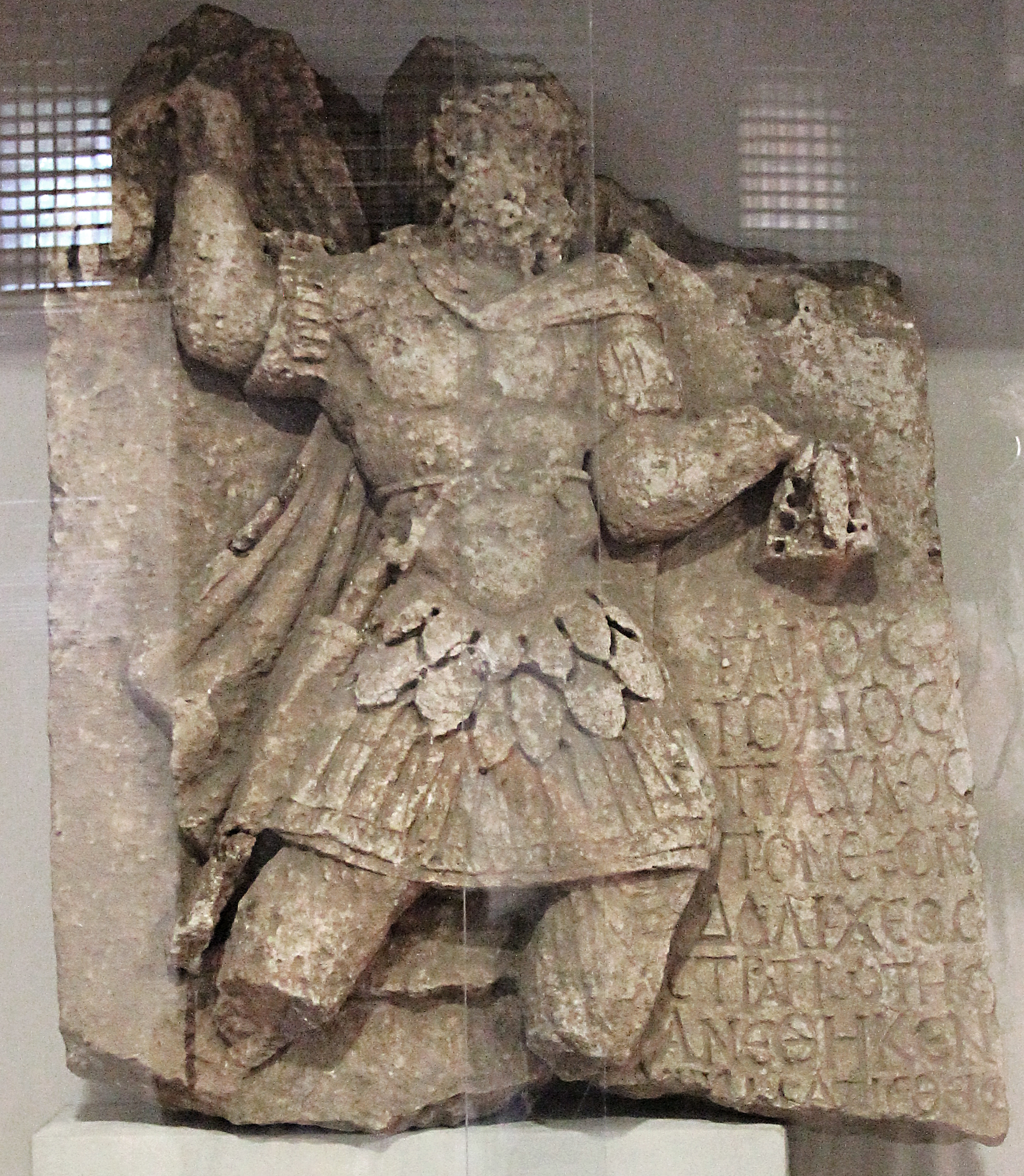
Weihrelief des Iupiter Dolichenus aus der Nekropole von Perrhe

Als Ende der 1970er-Jahre die Planung des Südostanatolien-Projekts begann, wurden in der Euphrat-Region um Adıyaman an zahlreichen Stellen Notgrabungen in Angriff genommen, da durch den geplanten Bau von Staudämmen verschiedene archäologische Fundstätten der Umgebung bedroht waren. 1978 wurde begonnen, im Gebäude der Städtischen Bücherei Funde aus den Grabungen zu sammeln. Der heutige Bau wurde 1982 fertiggestellt und unter dem ersten Direktor Emin Yener eröffnet. Das Museum war an den Rettungsgrabungen in den Tumuli von Levzin und Sofraz und in Haraba beteiligt sowie an den Ausgrabungen in der kommagenischen Stadt Perrhe auf dem Stadtgebiet des heutigen Adıyaman. Seit 2008 sind Mitarbeiter der Forschungsstelle Asia Minor in Zusammenarbeit mit Margherita Facella aus Pisa und C. Crowther aus Oxford mit der Erfassung und Bearbeitung der im Museum vorliegenden Inschriften befasst.

## Ausstellungsgebäude

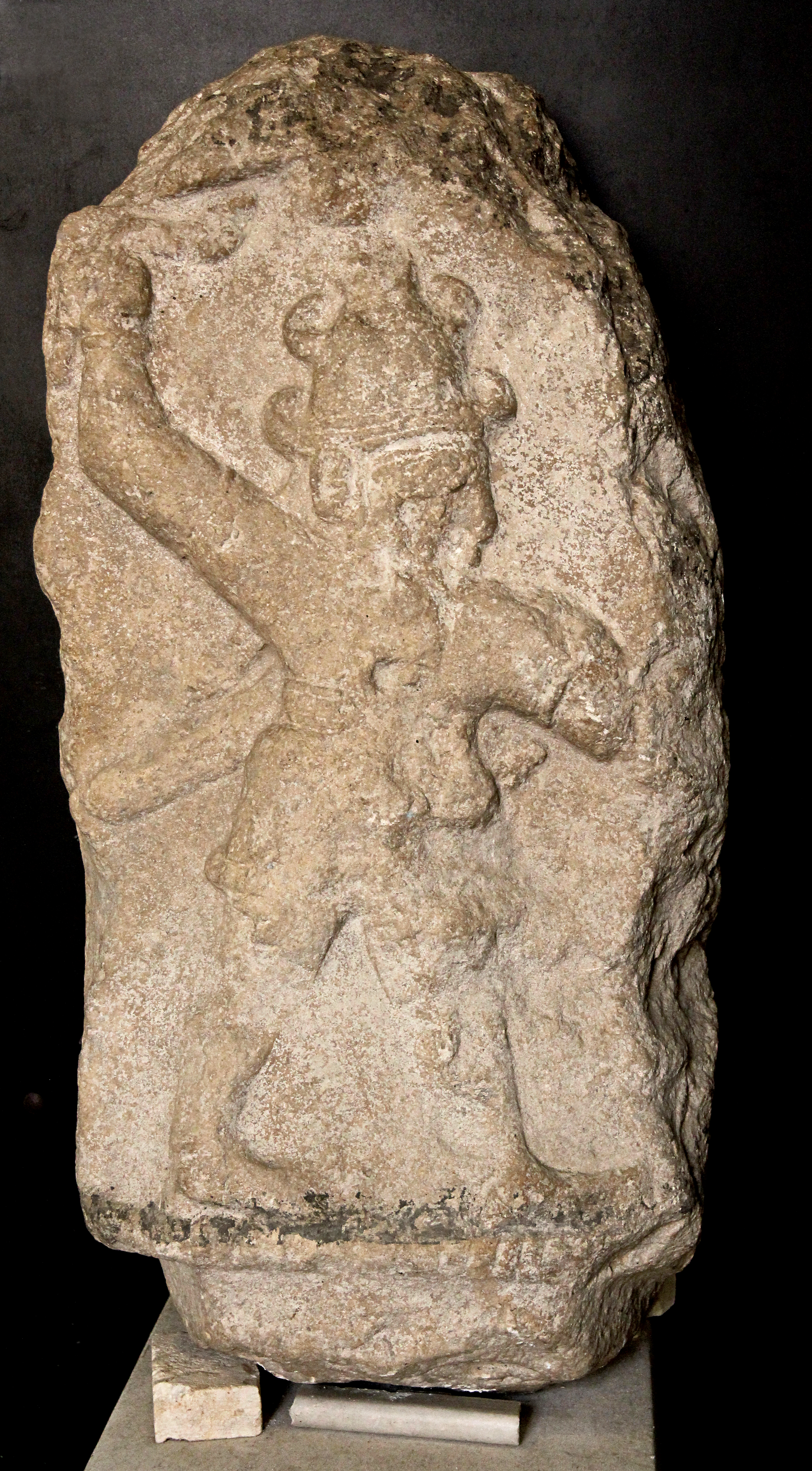
Stele des hethitischen Wettergottes

Das einstöckige Museumsgebäude beinhaltet im Keller das Archiv, ein Fotolabor und Werkstätten. Ein Teil des Erdgeschosses beherbergt Verwaltungsräume, der Rest besteht aus zwei Ausstellungssälen und einem Verbindungsraum. Zu sehen sind altsteinzeitliche Werkzeuge, jungsteinzeitliche Pfeilspitzen, Tongefäße der Kupfersteinzeit sowie Speerspitzen, Kochgeschirr und Schmuck aus Bronze- und Eisenzeit, weiterhin Exponate der hellenistischen und römischen Ära wie Statuen, Mosaike, Gefäße aus Stein, Keramik und Glas. Außerdem gehören zahlreiche Inschriften aus allen Epochen seit der Bronzezeit und Münzen zum Fundus des Hauses. Erwähnenswert sind eine Stele des Wettergottes sowie verschiedene Stelen und Steine mit hieroglyphen-luwischen Inschriften im Außenbereich des Hauses. Abgeschlossen wird die Sammlung durch Zeugnisse aus islamischer, besonders seldschukischer und osmanischer Zeit. Herkunftsorte sind unter anderem die kommagenischen Orte Perrhe, Samosata, Ancoz und Direk Kale. Aus Perrhe stammt ein bemerkenswertes Weihrelief des Jupiter Dolichenus.
Donald H. Sanders, der Herausgeber der Ausgrabungsdokumentationen des Nemrut Dağı, gibt an, dass sich 1985 37 Kisten mit Fragmenten der dortigen Skulpturen und Inschriften im Keller des Museums befanden.
Der Direktor des Museums Fehmi Erarslan gibt für 2010 eine Besucherzahl von 30.000 an.

## Bedeutende Exponate
Die folgenden Ausstellungsstücke werden in eigenen Artikeln beschrieben:
- Weihrelief des Jupiter Dolichenus
- Stele Adıyaman 1
- Stele Adıyaman 2
- Inschrift Ancoz 5
- Inschrift Ancoz 7
- Inschrift Ancoz 8
- Inschrift Ancoz 9
- Inschrift Ancoz 10
- Stele Samsat 1